# Peter H. Kostmayer
Peter Houston Kostmayer (New York, 27 settembre 1946) è un politico statunitense, membro della Camera dei Rappresentanti per lo stato della Pennsylvania dal 1977 al 1981 e poi ancora dal 1983 al 1993.

## Biografia
Nato a New York, Kostmayer si laureò alla Columbia University e successivamente lavorò come giornalista e impiegato nell'ufficio stampa di alcuni politici della Pennsylvania, tra cui il governatore Milton Shapp.
Entrato in politica con il Partito Democratico, nel 1976 si candidò alla Camera dei Rappresentanti e fu eletto deputato. Riconfermato dagli elettori per un secondo mandato nel 1978, risultò invece sconfitto nelle elezioni del 1980 dal repubblicano James K. Coyne III.
Nel 1982 Kostmayer si candidò nuovamente contro Coyne e riuscì a sconfiggerlo, tornando così al Congresso. Negli anni successivi fu rieletto per altri quattro mandati, fin quando nel 1992 venne sconfitto dal repubblicano James C. Greenwood e lasciò la Camera definitivamente.
Continuò a restare attivo in politica, lavorando per l'EPA. Nel 2002 si candidò per un seggio all'interno della legislatura statale della Pennsylvania, ma non fu eletto.